# Altes Amtsgericht (Darmstadt)
Das Alte Amtsgericht ist ein Bauwerk in Darmstadt.

## Architektur und Geschichte
Das Alte Amtsgericht wurde in den Jahren 1903 bis 1905 nach Plänen der Architekten Karl Hofmann und Wilhelm Thaler erbaut.
Das Gerichtsgebäude umschließt zwei kleine Innenhöfe.
Ein mit Glas überdeckter Innenhof bildet das dreigeschossige Vestibül.
Von dem Vestibül aus werden die Räume in den beiden oberen Geschossen mit umlaufenden Rundbogen-Arkaden erschlossen.
Die Treppenstufen und die Geländer des Vestibüls bestehen aus hellem Werkstein; ebenso die zwei Figuren über dem ersten Treppenpodest.
Über dem Rundbogen zum Eingangsportal hin befindet sich eine Uhr mit barockisierender Umrahmung.
In die südliche Arkadenwand eingelassen wurde ein marmorner Wandbrunnen.
Zur Gliederung der Außenfassade wurde roter Sandstein verwendet, ebenso bei den Lisenen, den Fenstergewänden, dem Kranzgesims und dem Mittelrisalit auf der Nordseite, bei den Pilastern und der Verdachung des Eingangsportals an der Westseite.
Auch bei der zum gegenüberliegenden Landgerichtsgebäude führenden geschlossenen Brücke über die Straße wurde zur Gliederung roter Sandstein verwendet.
Bei einem Luftangriff im Jahre 1944 wurde das Bauwerk weitgehend zerstört. In der Nachkriegszeit wurde das Gebäude in seinen wesentlichen Teilen originalgetreu wiederaufgebaut. Allerdings erhielt das Amtsgericht anstelle des Mansarddachs eine eingeschossige Aufstockung.
Auf dem Kranzgesimse ruht das flach geneigte schiefergedeckte Dach.

## Denkmalschutz
Aus architektonischen und stadtgeschichtlichen Gründen ist das Bauwerk ein Kulturdenkmal.

## Bildergalerie

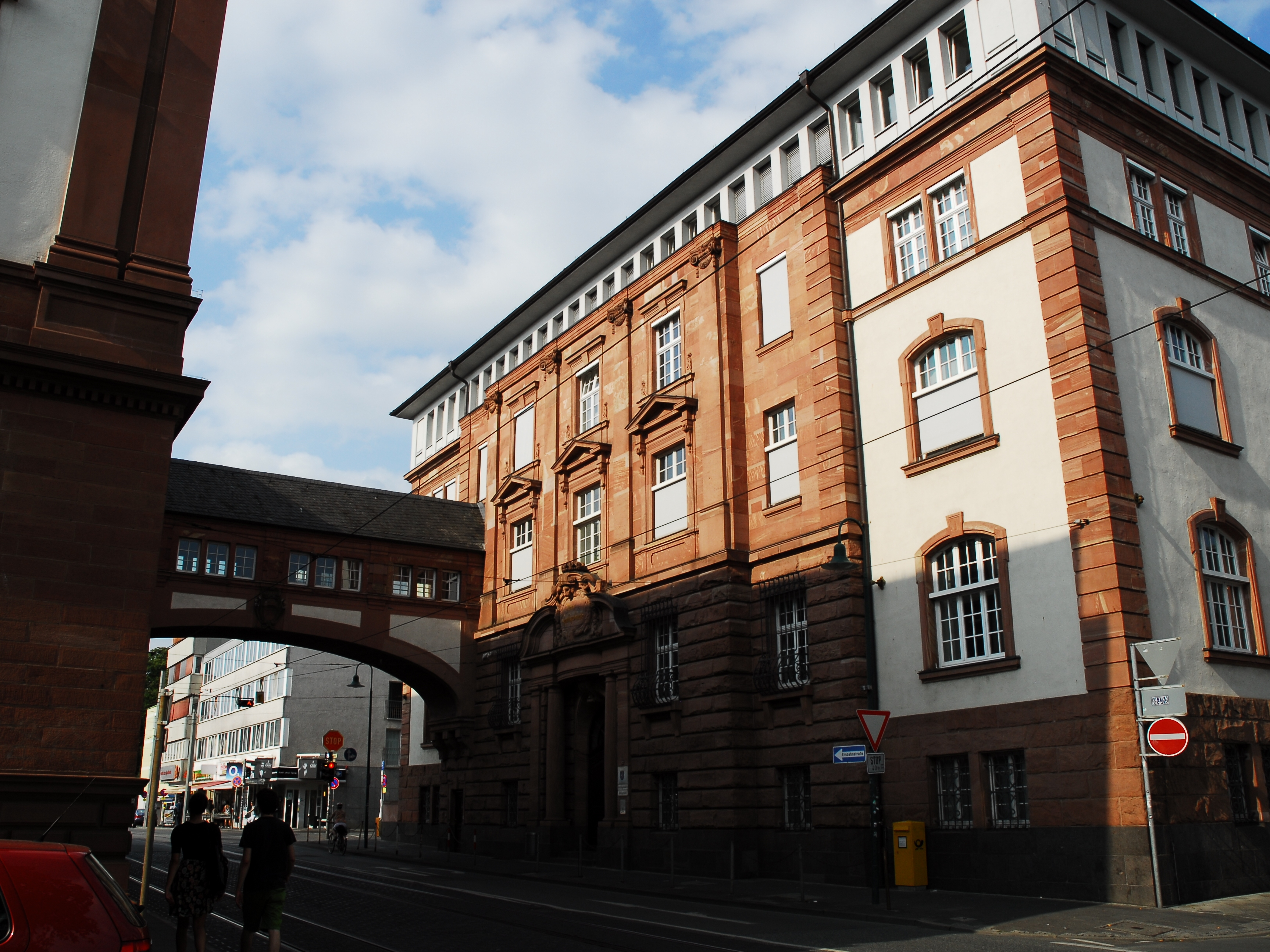
Altes Amtsgericht mit Brücke (2015)
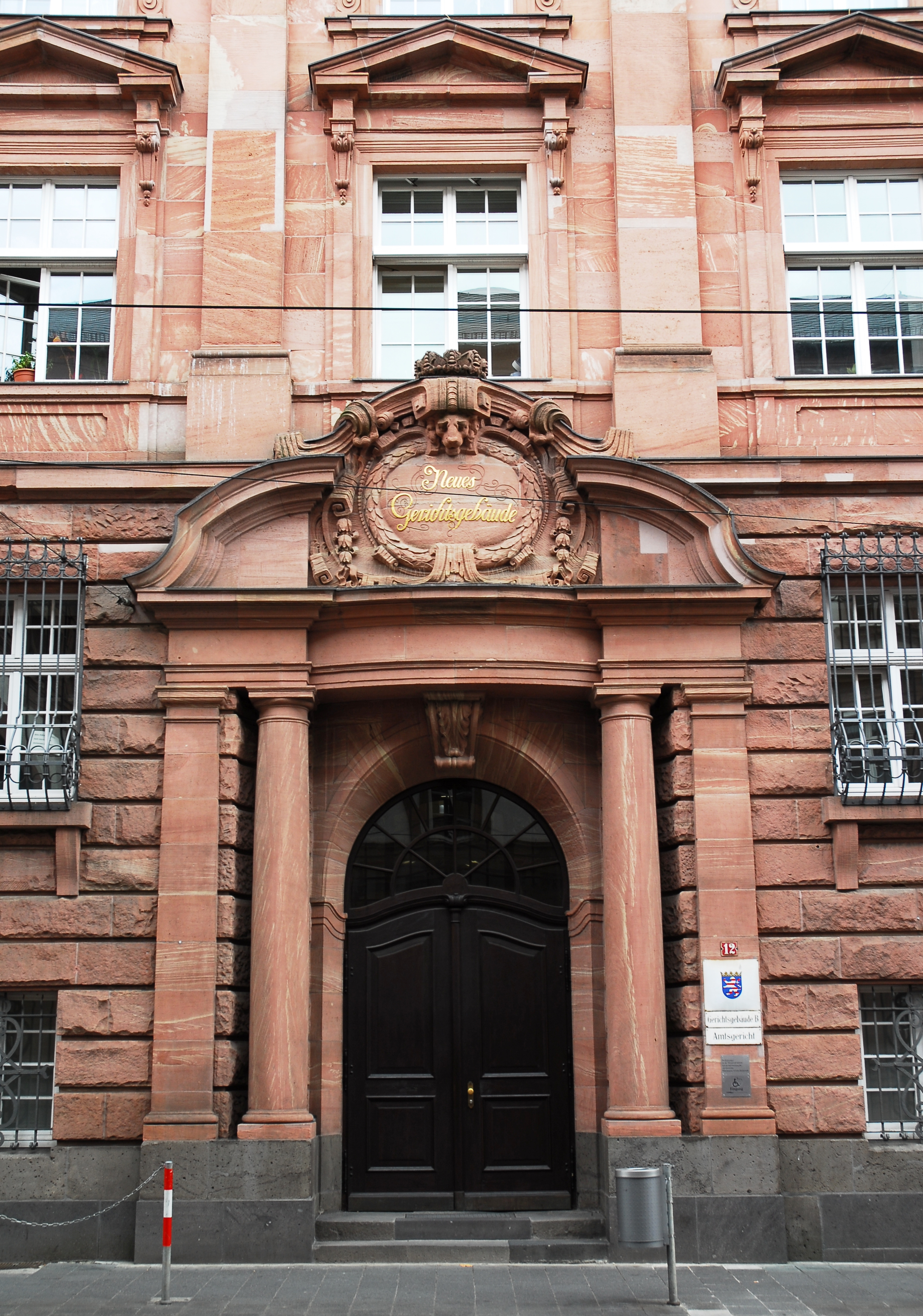
Altes Amtsgericht, Haupteingang (2015)
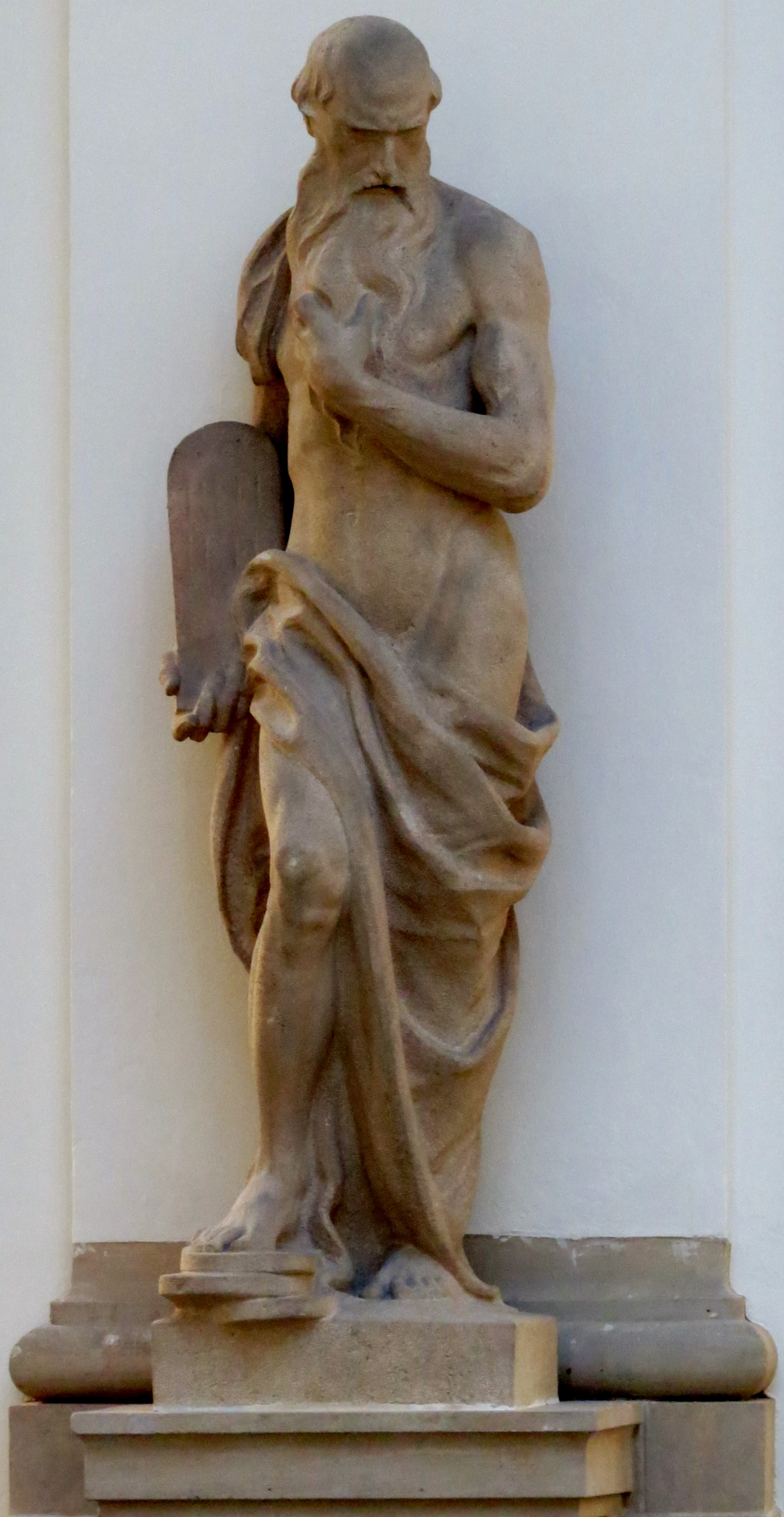
Allegorie Strafrecht (2014)
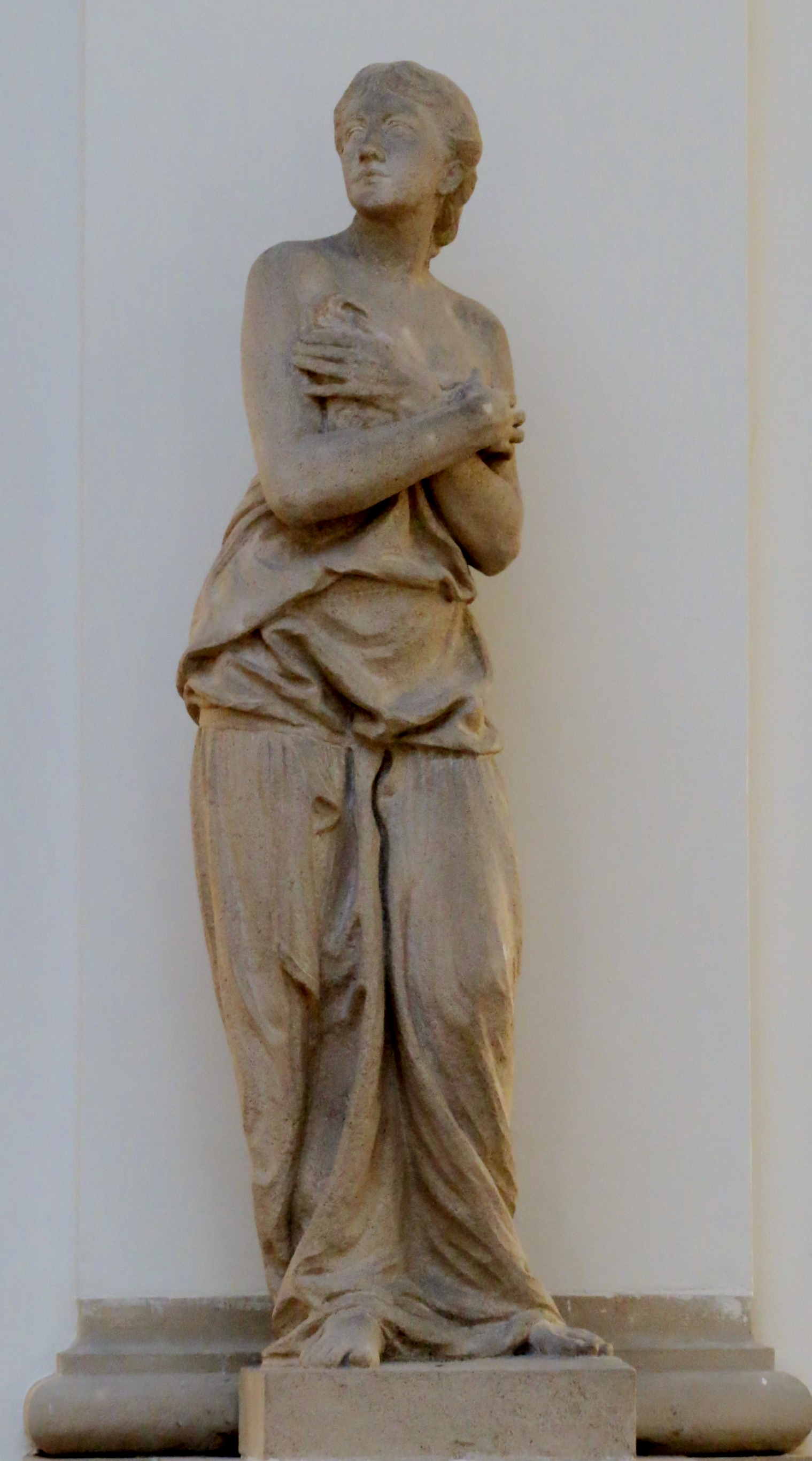
Allegorie Zivilrecht (2014)